# アレクサンドル・ソルジェニーツィン
アレクサンドル・イサーエヴィチ・ソルジェニーツィン（ロシア語: Александр Исаевич Солженицын, ラテン文字転写: Aleksandr Isayevich Solzhenitsyn ロシア語発音: [ɐlʲɪkˈsandr ɨˈsajɪvʲɪtɕ səlʐɨˈnʲitsɨn]; 1918年12月11日 - 2008年8月3日）は、ソビエト連邦の小説家、劇作家、歴史家。1990年代ロシア再生の国外からの提言者である。個人名の「アレクサンドル」はキリル文字からそのままラテン字にすると「Aleksandr」だが、英語では「Alexander」と表記されることが多い。ソビエト連邦時代の強制収容所・グラグを世界に知らせた『収容所群島』や『イワン・デニーソヴィチの一日』を発表し、1970年にノーベル文学賞を受賞。1974年にソ連を追放されるも、ソ連崩壊後の1994年に帰国した。
ソルジェニーツィンの生涯は、彼の人生を左右した二つの価値観、つまり父譲りの愛国心と、母譲りのキリストへの信仰心に彩られている。愛国者として彼は大祖国戦争に従軍し、国外追放の身であってもロシアの再生を提言した。信仰者としての彼は、ロシアが愛国心の方向を誤った時、断固神の基準に立って幾多の人生の試練に神の信仰によって立ち向かった。彼はノーベル文学賞よりも、宗教界のノーベル賞とされるテンプルトン賞が嬉しかったという。また国外追放後にソ連市民権が回復すると彼は喜んでロシアに帰還した。

## 生涯

### ソ連にて
アレクサンドル・ソルジェニーツィンは1918年にロシア・ソビエト連邦社会主義共和国、北カフカースのキスロヴォツク（現在のロシア、スタヴロポリ地方）で生まれる。母親のタイシャ・ソルジェニーツィナ（旧姓シチェルバク）はウクライナ人で、敬虔なクリスチャンであった。彼女の父親は卑賤の身から努力して成功を成し遂げ、コーカサス山脈北部の麓、クバン地域に大きな屋敷を構えた。第一次世界大戦の間、タイシャはモスクワで学んだ。彼女はそこでコサック出の帝政ロシア軍士官、イサーイ・ソルジェニーツィンと出会い結婚した。ソルジェニーツィンの両親や家族関係、家庭環境は『一九一四年八月』の第一章、『赤い車輪』などに描写されている。
1918年にタイシャはアレクサンドルを身ごもる。イサーイは義勇兵の砲兵士官としてドイツ戦線で戦ったが、妻の妊娠を確認してまもなく猟銃による事故のため死亡した。アレクサンドルは貧しい環境の中、未亡人となった母親とおばによって育てられた。その幼年期はロシア内戦によって占められた。1930年までに一家の家産はコルホーズとなった。後年ソルジェニーツィンは、母親は生き残るために夫が帝政ロシア軍士官であったことを秘密にしていたことを述懐している。母親は再婚せず、タイピスト兼速記者として働きながらソルジェニーツィンを教育し、その文学的、科学的な学識を励ました。彼女は敬虔なクリスチャンとしてソルジェニーツィンを育て上げ、1944年に死去した。
1936年初め頃までにソルジェニーツィンは第一次世界大戦およびロシア革命に関しての作品のコンセプトやキャラクターを考案していた。これらは結局『一九一四年八月』の幾つかの章に結実している。文学を学びたかったが地元には適当な大学が無く、倹しい家計も理由になりソルジェニーツィンはロストフ州立大学で数学を学び、同時期にモスクワ哲学・文学・歴史研究所の通信教育課程を修了している。また、後のモスクワ演劇界の大御所ユーリー・ザヴァツキーの下で俳優修行を始めたが、発声の問題で断念した。後年収容所の中で俳優を志願したが、それも実現しなかった。
大学在学中の1940年4月7日にソルジェニーツィンは化学専攻の学生であったナタリヤ・レシェトフスカヤと結婚した。二人はソルジェニーツィンがグラグから釈放される前年の1952年に離婚したが、1957年に再婚、そして1972年に再び離婚した。翌1973年にソルジェニーツィンは2番目の妻、数学者であったナタリヤ・スベトローバ（1939年生）と再婚した。二人の間には結婚前に息子がいた。スベトローバとの間には3人の息子、ヤーモライ（1970年生）、イグナット（1972年生）、ステファン（1973年生）がいた。大学卒業後はロストフの中学校で教員として数学を教えたが、1941年6月に大祖国戦争が開戦すると召集される。最初は輜重隊（しちょうたい）に編入されたが、数学のおかげで砲兵学校に転属し、誕生の半年前に戦死した父と同じ砲兵大尉として音源測距を担当した。彼はその戦功で勲章を二度受章している。
後年の一連の著作では第二次世界大戦における彼の年代記と共に、ソビエト体制の道徳的な基礎に対して募っていく疑念が記されることとなった。

### 逮捕と収容
1945年2月、東プロイセンの前線でソルジェニーツィンは小学校時代の友人ニコライ・ヴィトケヴィッチへ送った手紙の中で、スターリンのことを「ホジャイン」（主人の意）「バラボス」（ヘブライ語で家の主人を意味する baal ha-bayiθ をイディッシュ語で表した物）と表し、暗にスターリン批判をしたとして逮捕された。彼はソ連の刑法58条第10章「反ソプロパガンダ」および第11章「敵対的組織の設立」の容疑で起訴され、モスクワのルビャンカ収容所に連行され査問を受けた。同年7月7日、ケーニヒスベルクでの欠席裁判で懲役8年を宣告された。これは当時刑法第58条に反した者に下されるごく一般的な判決であった。
刑期の初めは幾つかの労働収容所での労働を強いられる。後に彼が「中期」と語った時期は囚人数学者としてシャラシカと呼ばれる内務省国家保安局特殊研究所に収容され、ここでレフ・コペレフと出会う。コペレフは『煉獄のなかで』に登場するレフ・ルービンのモデルとなった人物であった。1950年にはカザフ共和国エキバストスに新設された政治犯専用の特別収容所に送られ、雑役工、石工、鋳工として3年間を送る。エキバストスでの経験は『イワン・デニーソヴィチの一日』執筆の基礎となった。仲間の政治犯の一人、イオン・モラルはソルジェニーツィンがエキバストスで自らの時間を執筆に費やしていたことを語っている。エキバストス収容時に腫瘍を患い手術を受けたものの完治しなかった。
1953年3月、8年の刑期を終え1箇月が経ったとき、釈放されずにカザフスタン北東部への永久流刑が決定。当時の政治犯にとっては一般的な刑罰だった。同年末までに診断未確定であった癌が進行し死線を彷徨うが、翌年タシケントの癌病棟での治療が許可され、腫瘍の進行は小康状態となった。そこでの経験は『ガン病棟』の執筆の基礎となり、短編『右手』にも影響を与えている。投獄と追放の十年間でソルジェニーツィンはマルクス主義を放棄し、後年の人生に於ける哲学的、宗教的な立場を確立した。この転向は、100年前にフョードル・ドストエフスキーがシベリアでの流刑に於いて思想的変化を経験したのと幾つかの興味深い類似点が存在する。ソルジェニーツィンは獄中生活および強制労働の結果、徐々に哲学的志向のクリスチャンへと変化した。彼は赤軍士官としての幾つかの行動を後悔し、強制収容所の囚人と自らを比較した。「私は大尉としての肩章と、炎に包まれた東プロイセンを進軍する私の中隊を覚えています。そして言いました『それで、我々はいくらか良かったか?』」彼の変化は『収容所群島』第4章の中に描写されている。また、この流刑の時期に紙やペンも無い状況で書かれた28の詩はソルジェニーツィンの知的、精神的な長期の旅を理解するための貴重な資料である。これら初期の未発表作品は1999年にロシア語で初めて発表され、2006年に英語で抜粋して発表された。

### 出獄後
1956年、第20回共産党大会の秘密会議においてフルシチョフがスターリン批判の演説を行い、いわゆる「雪解け」時代に入る。国内では非スターリン化が推進され、粛清の犠牲者の名誉回復、言論他の取締り緩和により空気が一変した。ソルジェニーツィンは7月に流刑から解放され、無罪となった。リャザンに住み昼は中学校の物理・数学の教師として子どもたちに教え、夜は秘密裏に文筆活動に従事した。ノーベル文学賞受賞時の演説で彼は「1961年までの数年間ずっと、私は私の生涯が一行でも出版されないだろうと確信しただけでなく、これが明らかになることを恐れたため、親しい知人に私の作品を読ませる勇気もほとんどありませんでした。」と記した。
1960年代、ソルジェニーツィンが『ガン病棟』を執筆していたのは公に知られていたが、同時に『収容所群島』も執筆していた。KGBはこのことを察知していた。最終的に42歳のときに彼はノーブイ・ミール誌の主幹であったアレクサンドル・トワルドフスキーと、『イワン・デニーソヴィチの一日』の原稿を持って連絡を取った。同作は編集され、ニキータ・フルシチョフ首相とトワルドフスキーの尽力で1962年に発表された。同作の出版を許可すべきかどうかについて、政治局の最高会議幹部会で聴取が行われたが、フルシチョフは出版を擁護し、露骨な承認を行なった。そしてフルシチョフは「スターリン主義者はあなた達各々にいる。私でさえスターリン主義者だ。我々はこの悪を根絶やしにしなければならない。」と語った。本はすぐにベストセラーとなり、至る所で売り切れとなった。フルシチョフの在任中、『イワン・デニーソヴィチの一日』は他のソルジェニーツィンの短編3本と共にソ連の学校で教材として使用された。
『イワン・デニーソヴィチの一日』の発表により、ソ連の強制収容所に対する西側の関心が高まった。それは西側に与えたのと同じくらいの衝撃をソ連国内に与えた。その衝撃的なリアリズムと率直さだけで無く、1920年代からのソビエト文学に要求された政治的テーマの最大の一コマが、指導者に対する中傷のため「シベリア送り」になった非党員によって書かれたことと、その出版が公式に許可されたことで。その意味で、ソルジェニーツィンの本作の公表は「雪解け」の代表的な例であった。多くのソ連国民はそのことを実感したが、1964年にフルシチョフが失脚するとソ連における文化的雪解けは大きく後退し、「停滞の時代」と呼ばれたブレジネフの暗い時代が始まった。

### 迫害
ソルジェニーツィンは『ガン病棟』のソ連国内における公表のためトワルドフスキーの助けを得ようとしたが、失敗に終わった。公表のためには作家同盟の許可を得なければならなかった。作家同盟の何人かは作品を評価したものの、疑惑の声明と反体制的な皮肉が修正されない限り、公表は許可されなかった。
彼の作品は直ちに発行停止となり、1965年までにKGBは彼の作品を押収した。その中には『煉獄のなかで』の原稿も含まれた。1966年1月に「新世界」誌に発表された短編『胴巻のザハール』が最後の作品となり、ソ連文学界から完全に締め出された。
KGBがモスクワでソルジェニーツィンの原稿を押収した後、1965年から67年の間に『収容所群島』の草稿はエストニアの友人宅で密かにタイプされた。ソルジェニーツィンはルビャンカの中で元エストニア文部大臣および弁護士のアルノルト・スージと親しくなった。タイプの完成後、ソルジェニーツィンのオリジナルの手書き原稿はソ連の崩壊までエストニアでスージの娘、エリ・スージの元で保管された。
1967年5月、第4回作家同盟大会へ公開状を送付し、ソ連当局の検閲の廃止を公然と訴えた。当局は公開状を黙殺。以来、彼はことある毎に公開状を発表して当局と激しく対立した。翌1968年には国内で発表できなかった長編『ガン病棟』『煉獄のなかで』等を海外で発表した。
1969年10月にソルジェニーツィンは反ソ的イデオロギー活動を理由として作家同盟から追放された。1970年にはノーベル文学賞を受賞するも、海外に出て市民権を剥奪されることを恐れたため授与式には出席できなかった。代わりにモスクワのスウェーデン大使館で授与式を実施するという提案がなされたが、スウェーデン政府はソ連との関係が悪化するのを懸念し、この提案を拒否した。ソルジェニーツィンは1974年に国外追放された後、賞を受け取った。
1973年3月、ロシア正教会のピーメン1世総主教に公開状を送り、無神論者に支配された正教会の体質を批判した。8月中旬には「ル・モンド」紙、「AP通信」記者との会見で「私が急死したと聞いたら、国家保安委員会の仕業だ」と衝撃的な発言を行う。
9月5日、『クレムリンへの手紙』で祖国の運命について全面的に論じたが、反響は梨のつぶてに終わった。翌6日、記者会見で国家保安委員会に『収容所群島』の草稿が押収され、尋問されていたエリザヴェータ・ヴォロニャンスカヤが釈放後首吊り自殺を遂げた旨を発表。この時点で西側への発表が決まる。
1973年暮　パリでソ連70年の国家的テロの歴史を明らかにした『収容所群島』第1巻を出版した為、ソ連当局から激しい非難を浴びた。『収容所群島』は1958年から67年の間にかけて執筆された。本作は3巻に分かれ、7つの章でソ連の捕虜収容所システムが描写されている。『収容所群島』は35カ国語で3000万部以上が発行された。ソルジェニーツィン自身の体験と、256名の元囚人による証言、そして自身の調査による刑罰システムの歴史が元となっている。
1974年1月14日、「プラウダ」紙上に「裏切りへの道」と題するソルジェニーツィン批判の論文が発表される。これ以降ソ連のマスコミは一斉に非難攻撃を開始した。2月8日、ソ連検事局の出頭命令を拒否する。11日、「いかなる刑事裁判であろうとも、ロシア文学に対しても、そのただ一冊の書物に対しても、いかなるロシアの作家に対しても、権限を持たぬことを、あらかじめ声明する・・・・」とソ連当局を糾弾し、再度の出頭命令も拒否する。
この期間、ソルジェニーツィンはチェリストのムスティスラフ・ロストロポーヴィチによって保護されたが、ロストロボーヴィチはそれにより苦境に陥り、結局自身も亡命することとなった。

### 西側での生活
1974年2月12日にソルジェニーツィンは逮捕され、レフォルトヴォ監獄に拘留される。翌13日、ソ連刑法第64条「国家反逆罪」でソ連市民権を剥奪後、8名の国家保安委員会職員の護送で行き先も告げられず飛行機に乗せられ、西ドイツのフランクフルトに国外追放され、ソ連の市民権を剥奪された。これは1929年のレフ・トロツキー以来のことであった。KGBは『収容所群島』の最初の部分の原稿を発見した。一週間足らずの間にエフゲニー・エフトゥシェンコはソルジェニーツィンを擁護したことへの報復に苦しむこととなった。アメリカの大使館付武官ウィリアム・オドムはソルジェニーツィンの著作や資料の大半をどうにかして入手したが、その中には作家同盟の会員証や、第二次世界大戦での功労章なども含まれた。ソルジェニーツィンは自身の伝記『Invisible Allies』（1995年）の中でオドムの働きに敬意を表した。
西ドイツでソルジェニーツィンは、ケルンのハインリヒ・ベル宅で生活した。その後スイスのチューリッヒに移り住み、続いてスタンフォード大学の招きに応じ、アメリカ合衆国に移住した。フーヴァー研究所内のフーヴァー・タワー11階に滞在し、その後1976年9月にバーモント州キャベンディッシュに移住する。1978年にハーバード大学の名誉文学位が与えられ、6月8日には現代の西側世界に於ける唯物論を非難する講演を行った。
続く17年間でソルジェニーツィンはロシア革命からの歴史を描いた『赤い車輪』に取り組んだ。1992年までに4章が完成し、そのほかにもいくつかの短編を発表した。
1982年9月、密かに短期来日。1ヵ月にわたり日本各地を旅行。その後、中華民国（台湾）を訪問し帰米。翌1983年5月、過酷な運命を耐え抜いた正教徒としての神への信仰で宗教界のノーベル賞とも言える1983年度テンプルトン賞を受賞する。ロンドンでの授賞式では「現代の悲劇の原因はすべて我々が神を忘れたことにある」とキリスト者の立場で現代文明を鋭く批判した。
1985年3月11日、ソ連ではゴルバチョフ政権が誕生した。ゴルバチョフはブレジネフ政権以来の内外政策の行き詰まりと社会的停滞からの脱却を目指す路線を打ち出す。レーニン主義のリバイバル路線と言われる。1988年夏頃にはソ連の一部報道機関が近い将来彼の作品を発表、と伝える。1989年、イーブイ・ミール誌第1号に『収容所群島』の一部が掲載予定となったが、上層部の命令で突如中止になる。同年7月、当局は『収容所群島』の全面解禁に踏み切る決定を下す。抜粋がミール誌に連載予定となる。
1990年8月、大統領令によってソルジェニーツィンのソ連における市民権は回復した。『甦れ、わがロシアよ〜私なりの改革への提言』は9月18日付「コムソモリスカヤ・プラウダ」（共産青年同盟機関紙）2200万部と19日付「文学新聞」450万部の付録として発表され、合計2650万部という膨大な冊数となってソ連国民の白熱の議論を呼んだ。モスクワのインターファックス通信の報道では、国立世論センターがソ連各地で行った調査の結果、本文をソ連国民の38％が読んでおり、その60％が共感を示し14％が批判的だったという。
9月25日にはソ連最高会議でゴルバチョフ大統領が『甦れ、わがロシアよ～私なりの改革への提言』を2回読んだと告白し、内容を絶賛した。そして1991年12月、ついにソビエト連邦は崩壊した。

### ロシアへの帰還
ソルジェニーツィンは1994年5月27日、亡命先の米国から合衆国国民となった妻のナタリアと共にロシア連邦に帰国した。プライバシーが尊重される米国で大歓迎を受けていたのだが、母国以外では全く寛げなかったという。息子達は合衆国に留まった（後に長男のヤーモライはロシアに戻り、モスクワで管理コンサルタント会社に勤務した）。その後ソルジェニーツィンは死去するまで妻と共にモスクワ西部郊外のダーチャに居住した。彼らの暮らしたダーチャはミハイル・スースロフやコンスタンティン・チェルネンコがかつて使用した物であった。
ソルジェニーツィンはウラジオストクからシベリア鉄道を使ってロシア地方各地を視察。エリツィンの急激な経済自由化政策と新自由主義経済の導入により疲弊した農村や都市を見回った。エリツィン大統領と面会した際に自分が見聞した地方の窮状を伝え、急速な経済自由化に警鐘を鳴らしたが、この提言は聞き入れられずソルジェニーツィンはエリツィンに失望する。伝統的なロシア文化の忠実な信奉者であったソルジェニーツィンは、ソ連崩壊後のロシアに対する幻滅を表し、ロシアの君主制の回復を求めた。
1997年5月からロシア科学アカデミーの正会員（芸術院）に選出され、同年ソルジェニーツィン文学賞（賞金2万5千ドル）を創設する。

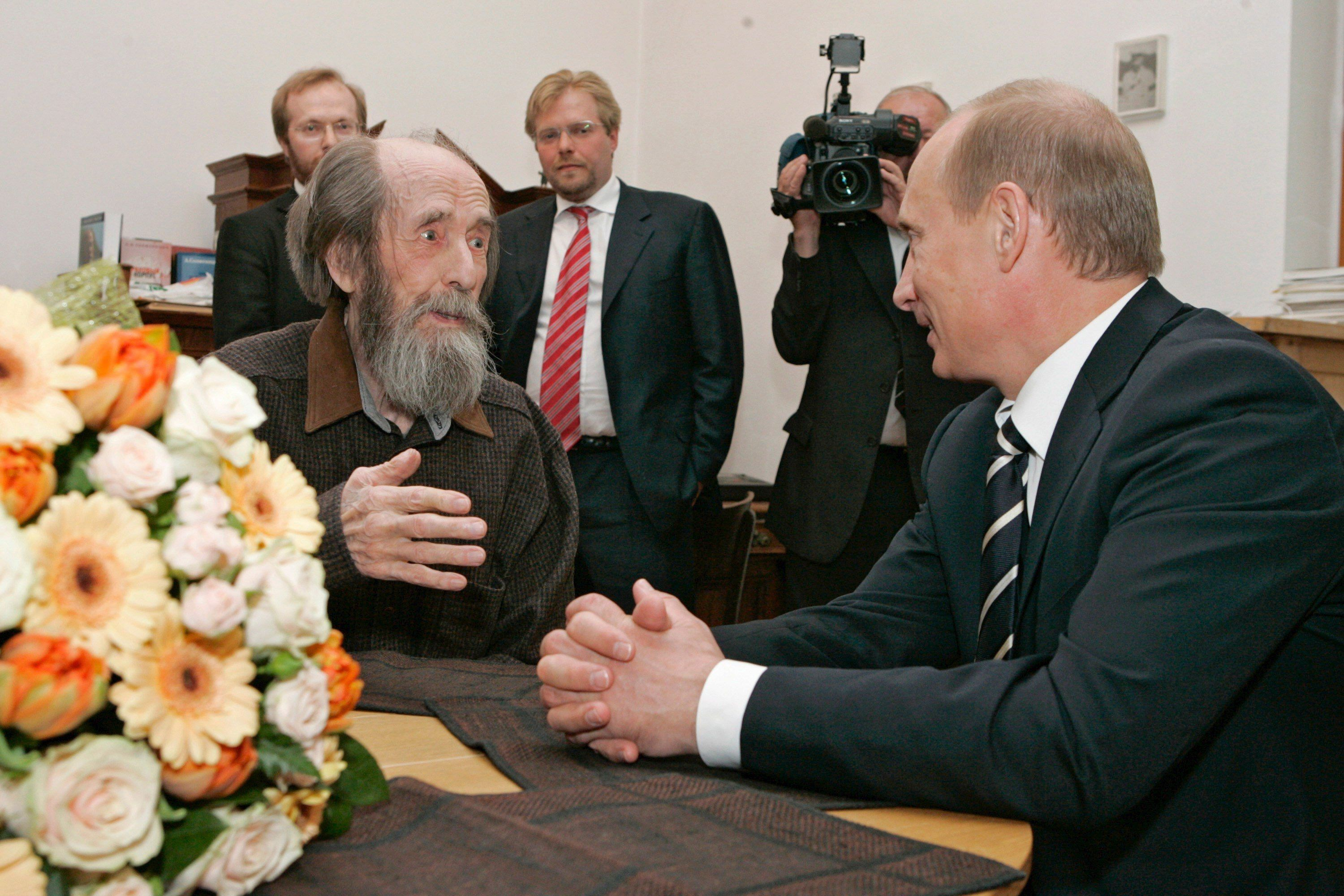
プーチン大統領(右)と

2000年にはプーチン大統領と面会している。プーチンに対してロシアの文化、言語、宗教を保護するよう訴えた。2007年6月13日にロシア文化勲章を受章、このことはプーチン路線を事実上「追認」したものと報道された。それに止まらず12月の下院選を前にしてドイツ紙・シュピーゲルの取材に答え、エリツィン前大統領を酷評するとともにプーチン大統領への明確な支持を表明。「打ちのめされ、国民も意気消沈したロシアを引き継ぎながら、徐々に善実に復活させた」とプーチンを絶賛した。
1994年の帰国後、彼は8本の短編、一連の小品または散文詩、西側での生活を綴った文章や多くの作品を発表した。
ソルジェニーツィンの息子は皆合衆国国民となった。次男のイグナットはピアニストおよび指揮者として成功した。

### 死
ソルジェニーツィンは2008年8月3日にモスクワの自宅で心不全のため死去した、89歳。葬儀は2008年8月6日の水曜日にドンスコイ修道院で行われ、同日埋葬された。ロシアおよび世界の要人が彼の死に弔意を表した。

## 日本との関わり
日本への関心は、非常に深かった。1960年代末の東京新聞のインタビューによれば、山鹿素行の哲学に共鳴していたという。また、新藤兼人監督の「裸の島」に強烈な印象を受けたと同インタビューの中で述べている。シベリア抑留の経験を持ち、自作の翻訳を手がけた内村剛介と親交を持ち、1970年代には、テレビ朝日の番組「対談ドキュメント」で内村と対談した際、内村に対して「私たちは他人じゃない」と語り掛けている。また、上述のように、1982年には亡命先のアメリカから、どうしても日本を訪れたいと希望し密かに訪問したが、結局滞在が気付かれ、講演を行なっている。
ロシアに帰国した後は、NHKの小林和男と接点を持ったが、小林によれば、晩年のソルジェニーツィンはテレビ出演の出演料を気にするような所もあり、出演料が安くて有名なNHKの小林を「失望させている」。北方領土問題については、ロシア政府に対し、北方領土を日本へ返還するよう主張した。

## 正教
正教徒である。幼児洗礼を受け幼い頃は信仰深い母親の影響で宗教的雰囲気の中で育ったが、成長するにつれ確信的なマルクス・レーニン主義者となった。しかし政治犯として逮捕され強制収容所での苦難と内省を経て、正教信仰に回帰した。強制収容所体験によって宗教に回帰した例はソルジェニーツィンに限られる訳ではない。たとえばヴィクトール・フランクルの例をあげることができるように、その回帰の仕方も一様ではない。
その信仰は冤罪、強制労働、流刑、業病、国外追放などの人生の試練にもかかわらず保たれた。キリスト教を含む宗教が禁止されたソ連にあって迫害を恐れず、1973年3月にはロシア正教会のピーメン総主教あてに公開質問状を送り、無神論国家に支配され、国家に妥協するロシア正教会の体質を批判した。
1983年5月にはテンプルトン賞を受けロンドンでの授賞式に出席、「現代の悲劇はすべて我々が神を忘れたことに原因がある」とクリスチャンの立場で現代文明を批判した。
ソビエト連邦の崩壊後は、ソ連時代にロシア正教会が革命政府に対して行った妥協を「媚を売った」として厳しく批判する一方で、ロシア正教会が激しい迫害によって何万人という殉教者・犠牲を出し、瓦解の時期、屈辱、貧窮、略奪を乗り越え、物質的な窮乏にもかかわらずソ連崩壊後に復興してきていることに対しては「心から敬服する」として賞賛。現状の教会の物質面での窮状を鑑みれば、信者はただ教会を批判していればいいというものではなく、「われわれ自身の無力さや卑小さを省みるべきである」とした。
正教会と社会の関係については、カトリック、プロテスタント、イスラームが社会において積極的に活動しているのと同様に、正教会もロシアの社会においてしかるべき位置を占め、問題の山積する社会に生きる人間に強力な精神的支援をする必要があるとする一方で、それはロシアにある他の伝統的な宗教との衝突を招いたり、多宗教、多民族国家の一体性に亀裂を生じさせたりするものであってはならないとしている。
また、正教会に対するマスコミの偏向報道（ネガティブキャンペーン）を「厚顔無恥」と批判した。
ロシア人の文化は「帝国の強大さではなく、ほかならぬ正教への信仰によって」形作られてきたとし、ロシア人の団結の源として「人種ではなく精神」、それを揺るぎないものとしているのはロシア人の「心や慣習、行動のうちに残っている正教」であると述べ、人口、領土、国家体制が喪失されても、ロシア人にいつまでも残るものは「正教の信仰」と「そこから生まれる崇高な感情」であるとし、堕落した今日のロシアにおける精神的な支えとして正教を位置付けている。
物質面や教会教育の未回復といった教会内部の問題についても指摘し懸念する一方で、主教・神品 (正教会の聖職)を取り巻く厳しく困難な状況によって、教会制度はさらに発展と洗練を遂げるとの希望を持ってもいる。教会が革命以前の姿に戻ることは否定しつつ、伝統をあくまで忠実に守りながら、新たな活動のあり方を求める提言を行った。

## ロシア再生に与えた影響
ゴルバチョフは1990年9月25日のソ連最高会議の席上で、「アレクサンドル・イサーエヴィチ」と尊敬を込めて呼び『甦れ、わがロシアよ　〜私なりの改革への提言』を2回読んだことを告白し、「彼は疑いもなく偉大な人物であり、この作品には非常に多くの興味深い見解、思想が盛り込まれている」と語ったという。実際、ゴルバチョフが共感し、ペレストロイカ政策に影響を与えた提言は次のとおりである。
- 「ソ連共産党政治綱領」（1990年2月5日）で、民族問題については分離独立も含めた民族自決の権利をうたったレーニン主義を再確認する点。彼の主要な提言はこの点にあった。
- 「ソ連邦内の自治共和国の地位をソ連邦構成共和国と同等とする法律」（1990年4月10日）でロシア連邦共和国内の自治共和国が主権独立宣言した場合、ロシア共和国はその宣言を認証する決まりになっていた点。カフカス出身の彼は「少数民族への言葉」の章で「北カフカスの山岳民族も、連邦離脱の損得勘定をするかもしれない」と提言していた。
- 「ソビエト連邦離脱法」（1990年4月30日）で、ソ連邦構成共和国がソ連を離脱するための3つの要件を規定した点。
- 「主権ソビエト共和国連邦」創設合意（1991年9月1日）で従来のソ連を崩壊させ、主権ソ連邦として甦りかけた点。
- 「チェチェン共和国連邦離脱宣言」（1991年11月）で、彼の地元の北カフカスから離脱しようとする旧自治共和国が出た点。

主権ソ連邦は甦らず、1991年12月31日深夜にソ連は消滅した。代わりにロシア連邦共和国が消滅して再生したロシア連邦は、ソルジェニーツィンの提言どおりのロシアではなかった。ロシア連邦の中で再び民族が捕われている。彼の地元のチェチェン共和国はかつてエリツィンに、今はプーチンに独立を妨げられたままである。
彼は「それぞれの民族は、たとえ最も小さなものであっても、神の意志によってこの世に生まれてきて、それぞれ独自性をもっているのである。ウラジーミル・ソロヴィヨフは、キリスト教の戒めをもじって、こう書いている。『自分の民族と同様に、他の民族を愛せよ』」と書いた。これは、ロシア人の民族自決権を認めるなら、他の民族の自決権も認めるロシア連邦になるようにと願ってのものであった。

## チェチェン分離独立運動に与えた影響
ロシア併合、スターリン時代の強制移住と民族浄化などで400年にわたってロシアに苦しめられてきたチェチェンの歴史を振り返ると、チェチェンの人々にとって北カフカス出身のソルジェニーツィンの国外からの提言は福音となった。そのため、ソルジェニーツィンがゴルバチョフに高く評価されロシアに帰国するに及んでチェチェン分離独立運動は高揚した。1992年にエリツィンに対し「チェチェンを放っておいてください。彼らが離れて独立して生きたいなら、テレク川の向こう側に住まわせてください」と提言している。
しかし、後にロシア政府が開始したチェチェン戦争への支持を表明した。 「チェチェンに侵攻したのはプーチンではなく、ダゲスタンに侵攻したのはマスハドフの軍隊だ。では、我々はダゲスタンを放棄すべきなのか？そしてスタヴロポリ地方も放棄すべきなのか？」と彼は信じている。

## 反ユダヤ主義
2001年、ソルジェニーツィンの新作『共に二百年』（Двести лет вместе）がロシアで出版され、支持者らはこの本がロシアの忘れ去られたユダヤ人の歴史を浮き彫りにしたと信じたが、反対者はこの本が反ユダヤ主義的であると主張した。

## ロシア民族主義
ソルジェニーツィンは米国に居住していた間から、旗色を非常に明確にしていた。ソビエト・ロシアに取って代わるロシアは、本人曰く「アメリカ人が望むような」自由主義的な資本主義国であるべきではなく、保守的な国民によるキリスト教の統一を示す国であるべきであるとした。
ソルジェニーツィンはソ連崩壊を支持したものの、しかし依然として大ロシア主義に取り憑かれていた。彼はウクライナ、ベラルーシ、そしてカザフスタンの北部を「ロシア」として統一すべきだと明言した。
ソルジェニーツィンは、ソ連と後のロシア連邦の指導者たちがウクライナに対して行った「譲歩」を批判した。同氏は、ウクライナが領有するウクライナ東部（今のクリミア半島と18世紀末にロシア帝国が侵略した黒海北岸部を含む）はロシアから強制的に分離され、その後ウクライナに併合されたと考えている。同氏は、エリツィンがセヴァストーポリの黒海艦隊を放棄したことは、ロシアによる2世紀にわたる闘争に対する裏切りだと評価し、ウクライナのウクライナ化政策を激しく中傷した。また、「NATO拡大反対」の陰謀論を繰り返し主張した。
ソルジェニツィンはセルビアの民族主義を支持し、セルビアとロシアは兄弟の民族だと考えていた。ソルジェニツィン氏はコソボの正教会信者と文化が迫害されていると主張し、セルビアにコソボを放棄してはならないと呼びかけるとともに、NATOのセルビアへの武力干渉を非難した。

## 著書
- 『イワン・デニーソヴィチの一日』 Один день Ивана Денисовича　1962年
  - 木村浩訳、新潮文庫、1963、改版2005
  - 小笠原豊樹訳、河出書房新社、1963
  - 江川卓訳　毎日新聞社、1963　のち講談社文庫　
  - 稲田定雄訳　角川文庫、1968　
  - 染谷茂訳、岩波文庫、1971
- 消された男　小笠原豊樹訳　河出書房新社、1963
- クレチェトフカ駅の出来事
  - 小笠原豊樹訳 「新しいソビエトの文学」勁草書房、1968　
  - 江川卓訳「世界文学全集」講談社、1970
  - 水野忠夫訳「ノーベル賞文学全集」主婦の友社、1971
- マトリョーナの家
  - 小笠原豊樹訳 「新しいソビエトの文学」勁草書房、1968　
  - 江川卓訳「世界文学全集」講談社、1970　
  - 水野忠夫訳「ノーベル賞文学全集」主婦の友社、1971
- 胴巻のザハール・十五の断章
  - 小笠原豊樹訳 「新しいソビエトの文学」勁草書房、1968
  - 江川卓訳「世界文学全集」講談社、1970
- 公共のためには
  - 江川卓・水野忠夫訳 「新しいソビエトの文学」勁草書房、1968　
  - 江川卓訳「世界文学全集」講談社、1970　
  - 水野忠夫訳「ノーベル賞文学全集」主婦の友社、1971
- 新版『ソルジェニーツィン短篇集』 木村浩編訳、岩波文庫、1987.6.

マトリョーナの家、クレチェトフカ駅の出来事、公共のためには、胴巻のザハール
- В круге первом 1968年。邦題は意訳で、原題は「第一圏にて」
  - 『煉獄のなかで』木村浩・松永緑弥訳、タイムライフインターナショナル、1969、のち新潮文庫 上下
- Раковый корпус 1968-69年
  - 『ガン病棟』小笠原豊樹訳　新潮社、1969　のち新潮文庫 上下
- 鹿とラーゲリの女 染谷茂・内村剛介訳　河出書房新社、1970
- The Red Wheel Красное колесо
  - 第一部『一九一四年八月』 江川卓訳、新潮社、1972
  - 『チューリヒのレーニン』 江川卓訳　新潮社、1977
    - 第一部『一九一四年八月』（22章）
    - 第二部『一九一六年十一月』（38, 44, 45, 47, 48, 49, 50章）
    - 第三部『一九一七年三月』（1, 2, 3章）

  - 第二部『一九一六年十一月』（1985年）
  - 第三部『一九一七年三月』（1989年）
  - 第四部『一九一七年四月』（1991年）
- 『収容所群島』 Архипелаг ГУЛАГ 1973-75年
  - 木村浩訳、新潮社 全6巻、1974-77　のち新潮文庫、ブッキング
- 『クレムリンへの手紙』江川卓訳　新潮社、1974。以下は小説作品以外
- Бодался теленок с дубом 1975年
  - 『仔牛が樫の木に角突いた ソルジェニーツイン自伝』 染谷茂・原卓也訳、新潮社、1976
- 『自由への警告』染谷茂訳、新潮社、1977。アメリカでの講演やBBCのインタビューなどを収録
- 『日本よ何処へ行く ソルジェニーツィン滞日全記録』RFラジオ日本編 原書房、1983.3.
- 『甦れ、わがロシアよ〜私なりの改革への提言』木村浩訳、日本放送出版協会、1990
- Россия в обвале. Москва 1998年
- 井桁貞義、坂庭淳史、上野理恵 訳『廃墟のなかのロシア』草思社、2000年10月。

### 評伝
- ソルジェニーツィン・アルバム 江川卓訳　新潮社、1977.4.
- ソルジェニーツィンの眼　木村浩　文藝春秋、1992
- ソルジェニーツィンとサハロフ　ロイ＆ジョレス・メドヴェージェフ、 大月晶子訳、現代思潮新社、2005